# Харлампий
Харла́мпий (устар. Харалампий) — мужское личное двухосновное имя греческого происхождения. Образовано сложением основ греч. χαρά — радость, восторг и λάμψη — светить, блистать.
Получило своё распространение от святого греческого епископа Харлампия Магнезийского. На Русь принесено вместе с христианством из Византии. Частым не было.
От имени Харлампий образованы фамилии: Харламов, Харланов, Харлампиев.

## Именины
Православные: 23 февраля.